# 猿島郡
- 令制国一覧 > 東海道 > 下総国 > 猿島郡
- 日本 > 関東地方 > 茨城県 > 猿島郡

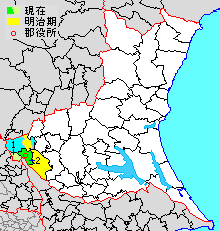
茨城県猿島郡の範囲（1.五霞町 2.境町 水色・薄緑：後に他郡から編入された区域）

猿島郡（さしまぐん）は、茨城県（下総国）の郡。
人口31,454人、面積69.7km²、人口密度451人/km²。（2025年4月1日、推計人口）
以下の2町を含む。
- 五霞町（ごかまち）
- 境町（さかいまち）

## 郡域
1879年（明治12年）に行政区画として発足した当時の郡域は、上記2町から五霞町を除き、下記を加えた区域にあたる。
- 坂東市の全域
- 古河市の一部（北山田、谷貝、東山田、長左ェ門新田、山田、新和田、大和田、仁連、上片田、下片田、駒込、五部、上和田、諸川、諸川新田）

## 古代

### 式内社
『延喜式』神名帳に記される郡内の式内社。
| 神名帳 | 神名帳 | 神名帳 | 神名帳 | 比定社 | 比定社 | 比定社 | 集成 |
| 社名   | 読み   | 格     | 付記   | 社名   | 所在地 | 備考   | 集成 |
| ------ | ------ | ------ | ------ | ------ | ------ | ------ | ---- |
| 猿島郡 |        |        |        |        |        |        |      |
|        |        |        |        |        |        |        |      |

## 近代以降
1896年（明治29年）に、西葛飾郡と合併して発足し、郡制を施行。当初の郡役所は境町にあった。現在の郡域は、境町と利根川対岸の五霞町の2町からなる。

### 沿革
- 「旧高旧領取調帳」に記載されている明治初年時点での支配は以下の通り。●は村内に寺社領が存在。下記のほか、諸川新田、生子新田、幸田新田、猫実新田、神田山新田、大口新田、内ノ山村（いずれも幕府領）が存在したが、記載されていない。内ノ山村は沓掛村に、その他は同名の村に含まれているものと推測される。また、東山田村（新田）、東山田新田吉左衛門受は東山田村に、馬立村（新田）は馬立村に含める。（1町81村）

| 知行         | 知行                       | 村数    | 村名 |
| ------------ | -------------------------- | ------- | --- |
| 幕府領       | 幕府領                     | 20村    | ●諸川村、●仁連村、東山田村、東山田村（新田）、東山田新田吉左衛門受、長左衛門新田、逆井村、●生子村、●沓掛村、大浜新田、弓田村、●馬立村、馬立村（新田）、平八新田、勘助新田、●幸田村、大口村、庄右衛門新田、●猫実村、●神田山村 |
| 幕府領       | 旗本領                     | 2村     | 五部村、北山田村 |
| 幕府領       | 幕府領・旗本領             | 1村     | 山村 |
| 藩領         | 下総関宿藩                 | 1町46村 | 谷貝村、志鳥村、横塚村、稲尾村、猿山村、下砂井村、栗山村、蛇池村、長井戸村、上小橋村、下小橋村、西泉田村、山崎村、菅谷村、内門村、大歩村、境町、染谷村、●伏木村、●借宿村、半谷村、●冨田村、●寺久村、一ノ谷村、浦向村、金岡村、百戸村、●若林村、●三村、上出島村、●駒跿村、長須村、●鵠戸村、●岩井村、●辺田村、下出島村、●長谷村、中里村、●大谷口村、●小泉村、●桐ノ木村、●小山村、●莚打村、●矢作村、大崎村、法師戸村 |
| 藩領         | 下総古河藩                 | 2村     | 駒込村、上片田村 |
| 藩領         | 下野壬生藩                 | 2村     | 下片田村、大和田村 |
| 藩領         | 下総関宿藩・丹後峰山藩     | 1村     | 上和田村 |
| 幕府領・藩領 | 幕府領・下野壬生藩         | 1村     | 新和田村 |
| 幕府領・藩領 | 旗本領・下野壬生藩         | 1村     | 山田村 |
| 幕府領・藩領 | 幕府領・旗本領・下総関宿藩 | 1村     | 塚崎村 |

- 慶応4年6月27日（1868年8月15日） - 幕府領・旗本領が常陸知県事の管轄となる。
- 明治2年2月9日（1869年3月21日） - 常陸知県事の管轄地域に若森県を設置。
- 明治4年
  - 7月14日（1871年8月29日） - 廃藩置県により下総関宿藩、下総古河藩、下野壬生藩、丹後峰岡藩がそれぞれ関宿県、古河県、壬生県、峰岡県となる。
  - 11月2日（1871年12月13日） - 第1次府県統合により峰岡県が豊岡県に統合。当面の間、旧峰岡県の飛地を管轄。
  - 11月14日（1871年12月25日） - 第1次府県統合により全域が印旛県の管轄となる。
- 1873年（明治6年）6月15日 - 印旛県が木更津県と統合して千葉県が発足。
- 1875年（明治8年）5月7日 - 千葉県管下の下総国のうち利根川以北の区域が茨城県に移管。
- 1878年（明治11年）12月2日 - 郡区町村編制法の茨城県での施行により、行政区画としての猿島郡が発足。境町に「猿島西葛飾郡役所」が設置され、西葛飾郡とともに管轄。
- 1886年（明治19年） - 馬立村新田と大浜新田が合併して大馬新田となる。（1町80村）

### 町村制以降の沿革
- 1889年（明治22年）

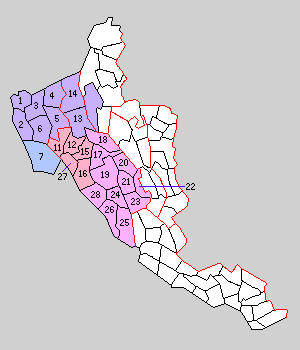
1.古河町 2.新郷村 3.勝鹿村 4.岡郷村 5.桜井村 6.香取村 7.五霞村 11.静村 12.長田村 13.八俣村 14.幸島村 15.猿島村 16.森戸村 17.生子菅村 18.逆井山村 19.七重村 20.沓掛村 21.弓馬田村 22.飯島村 23.神大実村 24.岩井村 25.七郷村 26.中川村 27.境町 28.長須村 （紫：古河市 赤：境町 桃：坂東市 青：五霞町）

  - 3月31日 - 下記の町村の統合が行われる。（1町17村）
    - 静村 ← 横塚村、塚崎村、稲尾村、志鳥村（現・境町）
    - 長田村 ← 長井戸村、猿山村、蛇池村、下砂井村、栗山村、西泉田村、上小橋村（現・境町）
    - 八俣村 ← 北山田村、谷貝町、東山田村、長左衛門新田、山田村（現・古河市）
    - 幸島村 ← 新和田村、大和田村、仁連町、上片田村、下片田村、駒込村、五部村、上和田村、諸川町、諸川新田（現・古河市）
    - 猿島村 ← 下小橋村、山崎村、内門村、大歩村、染谷村、浦向村、金岡村（現・境町）
    - 森戸村 ← 伏木村、百戸村、一ノ谷村、若林村（現・境町）
    - 生子菅村 ← 生子村、生子新田、菅谷村（現・坂東市）
    - 逆井山村 ← 逆井村、山村（現・坂東市）
    - 七重村 ← 半谷村、富田村、借宿村、駒跿村、寺久村、三村、上出島村（現・坂東市）
    - 沓掛村 ← 沓掛村、内野山村（現・坂東市）
    - 弓馬田村 ← 弓田村、馬立村、幸田村（現・坂東市）
    - 飯島村 ← 大馬新田、平八新田、勘助新田、幸田新田、猫実新田、神田山新田、大口新田、庄右衛門新田（現・坂東市）
    - 神大実村 ← 神田山村、大口村、猫実村（現・坂東市）
    - 岩井村 ← 岩井村、辺田村、鵠戸村（現・坂東市）
    - 七郷村 ← 法師戸村、矢作村、大崎村、小泉村、大谷口村、下出島村、中里村（現・坂東市）
    - 中川村 ← 長谷村、桐木村、小山村、莚打村（現・坂東市）
    - 境町（単独町制。現・境町）
    - 長須村（単独村制。現・坂東市）

  - 4月1日 - 上記1町17村が町村制を施行。
- 1896年（明治29年）
  - 4月1日 - 猿島郡・西葛飾郡の区域をもって、改めて猿島郡が発足。旧西葛飾郡の古河町、新郷村、勝鹿村、岡郷村、桜井村、香取村（現古河市）、五霞村（現五霞町）の1町7村が本郡の所属となる。（2町23村）
  - 7月1日 - 郡制を施行。
- 1899年（明治32年）4月1日
  - 中川村の一部（長谷・小山・莚打の各一部）が千葉県東葛飾郡川間村（現野田市）に編入。
  - 千葉県東葛飾郡木間ヶ瀬村の一部（木間ヶ瀬の一部）・二川村の一部（古布内の一部）が五霞村に編入。
  - 千葉県東葛飾郡二川村の一部（新田戸・桐ヶ作の各一部）が森戸村に編入。
- 1900年（明治33年）7月4日 - 岩井村が町制施行し、岩井町となる。（3町22村）
- 1923年（大正12年）4月1日 - 郡会が廃止。郡役所は存続。
- 1926年（大正15年）7月1日 - 郡役所が廃止。以降は地域区分名称となる。
- 1932年（昭和7年）7月1日 - 新郷村伊賀袋、立崎の一部が埼玉県北埼玉郡川辺村（現加須市）に編入。
- 1935年（昭和10年）時点での当郡の面積は301.85平方km、人口は120,810人（男58,643人・女62,167人）[2]。
- 1950年（昭和25年）8月1日 - 古河町が市制施行し、古河市となり郡より離脱。（2町22村）
- 1954年（昭和29年）3月20日 - 沓掛村が町制施行し、沓掛町となる。（3町21村）
- 1955年（昭和30年）
  - 2月1日 - 生子菅村・逆井山村が合併し、富里村が発足。（3町20村）
  - 2月11日 - 幸島村・八俣村が結城郡名崎村と合併し、三和村が発足。（3町19村）
  - 3月1日 - 岩井町・中川村・七郷村・神大実村・飯島村・弓馬田村・七重村・長須村が合併し、改めて岩井町が発足。（3町12村）
  - 3月15日 - 新郷村が古河市に編入。（3町11村）
  - 3月16日（3町4村）
    - 勝鹿村・岡郷村・桜井村・香取村が合併し、総和村が発足。
    - 境町・静村・長田村・猿島村・森戸村が合併し、境町が発足。
- 1956年（昭和31年）4月1日 - 沓掛町・富里村が合併し、富里町が発足。富里町は即日改称して猿島町となる。（3町3村）
- 1968年（昭和43年）1月1日 - 総和村が町制施行し、総和町となる。（4町2村）
- 1969年（昭和44年）1月1日 - 三和村（みわむら）が町制施行、即日改称し、三和町（さんわまち）となる。（5町1村）
- 1972年（昭和47年）4月1日 - 岩井町が市制施行し、岩井市となり郡より離脱。（4町1村）
- 1996年（平成8年）6月1日 - 五霞村が町制施行し、五霞町となる。（5町）
- 2005年（平成17年）
  - 3月22日 - 猿島町が岩井市と合併し、坂東市が発足、郡より離脱。（4町）
  - 9月12日 - 総和町・三和町が古河市と合併し、改めて古河市が発足、郡より離脱。（2町）

### 変遷表
|  | 明治22年4月1日  | 明治22年 - 大正15年    | 昭和元年 - 昭和29年  | 昭和30年 - 昭和64年          | 昭和30年 - 昭和64年          | 平成元年 - 現在        | 現在   |
|  | --------------- | ---------------------- | -------------------- | ---------------------------- | ---------------------------- | ---------------------- | ------ |
|  | 境町            | 境町                   | 境町                 | 昭和30年3月16日 境町         | 昭和30年3月16日 境町         | 境町                   | 境町   |
|  | 静村            | 静村                   | 静村                 | 昭和30年3月16日 境町         | 昭和30年3月16日 境町         | 境町                   | 境町   |
|  | 長田村          | 長田村                 | 長田村               | 昭和30年3月16日 境町         | 昭和30年3月16日 境町         | 境町                   | 境町   |
|  | 猿島村          | 猿島村                 | 猿島村               | 昭和30年3月16日 境町         | 昭和30年3月16日 境町         | 境町                   | 境町   |
|  | 森戸村          | 森戸村                 | 森戸村               | 昭和30年3月16日 境町         | 昭和30年3月16日 境町         | 境町                   | 境町   |
|  | 岩井村          | 明治33年7月4日 町制    | 岩井町               | 昭和30年3月1日 岩井町        | 昭和47年4月1日 市制          | 平成17年3月22日 坂東市 | 坂東市 |
|  | 七重村          | 七重村                 | 七重村               | 昭和30年3月1日 岩井町        | 昭和47年4月1日 市制          | 平成17年3月22日 坂東市 | 坂東市 |
|  | 弓馬田村        | 弓馬田村               | 弓馬田村             | 昭和30年3月1日 岩井町        | 昭和47年4月1日 市制          | 平成17年3月22日 坂東市 | 坂東市 |
|  | 飯島村          | 飯島村                 | 飯島村               | 昭和30年3月1日 岩井町        | 昭和47年4月1日 市制          | 平成17年3月22日 坂東市 | 坂東市 |
|  | 神大実村        | 神大実村               | 神大実村             | 昭和30年3月1日 岩井町        | 昭和47年4月1日 市制          | 平成17年3月22日 坂東市 | 坂東市 |
|  | 七郷村          | 七郷村                 | 七郷村               | 昭和30年3月1日 岩井町        | 昭和47年4月1日 市制          | 平成17年3月22日 坂東市 | 坂東市 |
|  | 中川村          | 中川村                 | 中川村               | 昭和30年3月1日 岩井町        | 昭和47年4月1日 市制          | 平成17年3月22日 坂東市 | 坂東市 |
|  | 長須村          | 長須村                 | 長須村               | 昭和30年3月1日 岩井町        | 昭和47年4月1日 市制          | 平成17年3月22日 坂東市 | 坂東市 |
|  | 沓掛村          | 沓掛村                 | 昭和29年3月20日 町制 | 沓掛町                       | 昭和31年4月1日 猿島町        | 平成17年3月22日 坂東市 | 坂東市 |
|  | 生子菅村        | 生子菅村               | 生子菅村             | 昭和30年2月1日 富里村        | 昭和31年4月1日 猿島町        | 平成17年3月22日 坂東市 | 坂東市 |
|  | 逆井山村        | 逆井山村               | 逆井山村             | 昭和30年2月1日 富里村        | 昭和31年4月1日 猿島町        | 平成17年3月22日 坂東市 | 坂東市 |
|  | 幸島村          | 幸島村                 | 幸島村               | 昭和30年2月11日 三和村       | 昭和44年1月1日 町制          | 平成17年9月12日 古河市 | 古河市 |
|  | 八俣村          | 八俣村                 | 八俣村               | 昭和30年2月11日 三和村       | 昭和44年1月1日 町制          | 平成17年9月12日 古河市 | 古河市 |
|  | 結城郡 名崎村   | 結城郡 名崎村          | 結城郡 名崎村        | 昭和30年2月11日 三和村       | 昭和44年1月1日 町制          | 平成17年9月12日 古河市 | 古河市 |
|  | 西葛飾郡 古河町 | 明治29年3月29日 猿島郡 | 昭和25年8月1日 市制  | 古河市                       | 古河市                       | 平成17年9月12日 古河市 | 古河市 |
|  | 西葛飾郡 新郷村 | 明治29年3月29日 猿島郡 | 新郷村               | 昭和30年3月15日 古河市に編入 | 昭和30年3月15日 古河市に編入 | 平成17年9月12日 古河市 | 古河市 |
|  | 西葛飾郡 勝鹿村 | 明治29年3月29日 猿島郡 | 勝鹿村               | 昭和30年3月16日 総和村       | 昭和43年1月1日 町制          | 平成17年9月12日 古河市 | 古河市 |
|  | 西葛飾郡 岡郷村 | 明治29年3月29日 猿島郡 | 岡郷村               | 昭和30年3月16日 総和村       | 昭和43年1月1日 町制          | 平成17年9月12日 古河市 | 古河市 |
|  | 西葛飾郡 桜井村 | 明治29年3月29日 猿島郡 | 桜井村               | 昭和30年3月16日 総和村       | 昭和43年1月1日 町制          | 平成17年9月12日 古河市 | 古河市 |
|  | 西葛飾郡 香取村 | 明治29年3月29日 猿島郡 | 香取村               | 昭和30年3月16日 総和村       | 昭和43年1月1日 町制          | 平成17年9月12日 古河市 | 古河市 |
|  | 西葛飾郡 五霞村 | 明治29年3月29日 猿島郡 | 五霞村               | 五霞村                       | 五霞村                       | 平成8年6月1日 町制     | 五霞町 |

## 地理
首都・東京から60 km圏にあって、利根川沿岸の低湿地と中央部の猿島台地からなる。飯沼や長井戸沼など多くの沼地は干拓され、水田として利用されている。主産業は近郊農業で土地の大部分が農地に利用されており、旧三和町・総和町があった現在の古河市や境町では工業化が進展して、丘里・北利根・配電盤など工業団地が造成された地域がある。
郡の中心部を鉄道が通過しておらず、県最西端の古河市を通るJR古河駅を利用する。道路網は発達しており、国道や県道が縦横に走っており、北端を国道125号、南端を国道354号が東西に走り、南北方向に国道4号が貫く。近年は高速道路である首都圏中央連絡自動車道（圏央道）の開発が進められ、一部で開通している。1964年（昭和39年）に開通した境大橋は、県西地域と東京都心へと結ぶ短絡路にあたり、交通量が多い。

## 行政

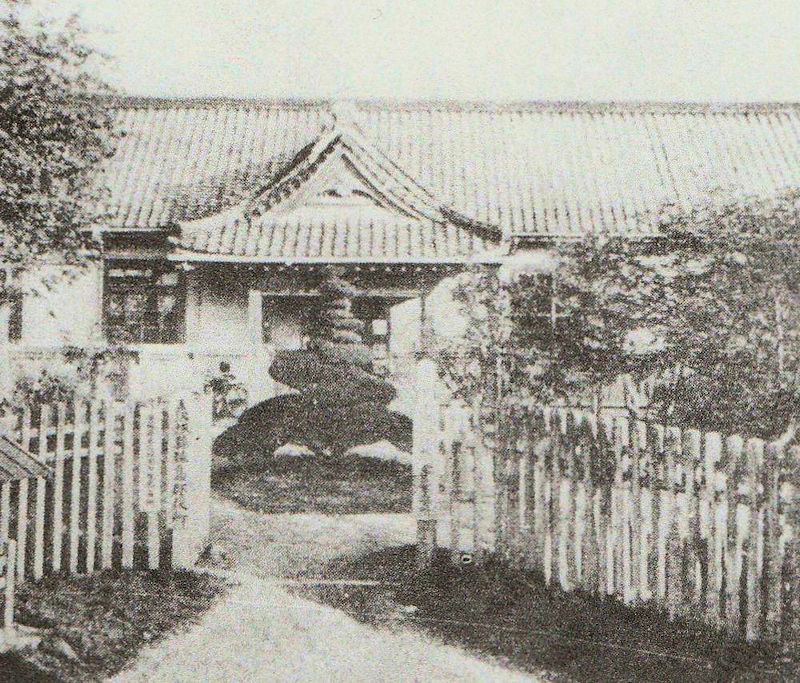
猿島郡役所

猿島・西葛飾郡長
| 代 | 氏名 | 就任年月日                | 退任年月日                | 備考                                 |
| -- | ---- | ------------------------- | ------------------------- | ------------------------------------ |
| 1  | 不明 | 明治11年（1878年）12月2日 | 不明                      |                                      |
| 2  | 不明 | 不明                      | 明治29年（1896年）3月31日 | 西葛飾郡との合併により旧・猿島郡廃止 |

猿島郡長
| 代 | 氏名     | 就任年月日               | 退任年月日                | 備考                   |
| -- | -------- | ------------------------ | ------------------------- | ---------------------- |
| 1  | 不明     | 明治29年（1896年）4月1日 | 不明                      |                        |
| 2  | 浅沼直治 | 不明                     | 不明                      |                        |
| 3  | 不明     | 不明                     | 大正15年（1926年）6月30日 | 郡役所廃止により、廃官 |